# Partido Republicano Progressista (1945)
Partido Republicano Progressista foi um partido político brasileiro.
Foi fundado no ano de 1945 por Café Filho e Ademar de Barros. Seus resultados eleitorais nas eleições daquele ano foram muito abaixo do esperado, com a eleição de apenas dois deputados (Romeu dos Santos Vergal e o próprio Café Filho). Devido a esse fato, o partido se fundiu ao Partido Popular Sindicalista e ao Partido Agrário Nacional pra formar o Partido Social Progressista (1946).
Pouco mais de quatro décadas mais tarde, em 1989, seria fundado um outro Partido Republicano Progressista, o qual seria presidido, pouco tempo mais tarde, pelo empresário e então deputado federal Adhemar de Barros Filho (não por acaso, filho do ex-governador paulista). O antigo PRP e o PSP (extinto compulsoriamente em 1965 pela Ditadura Militar por meio do Ato Institucional nº 2 e sem relação alguma com outro partido homônimo criado em 1987 pelo jornalista Marronzinho) foram inspirações centrais para constituir a nova legenda.